# College Street (Toronto)
 (janvier 2025).
Si vous disposez d'ouvrages ou d'articles de référence ou si vous connaissez des sites web de qualité traitant du thème abordé ici, merci de compléter l'article en donnant les références utiles à sa vérifiabilité et en les liant à la section « Notes et références ».
College Street est une rue du centre-ville de Toronto, au Canada. Parallèle aux rues Queen Street et Bloor Street et orientée d'est en ouest, elle relie Yonge Street à Dundas Street (en).

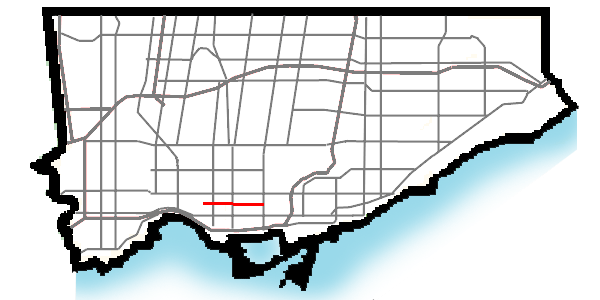
Carte de Toronto montrant College Street (en rouge).

Elle fut baptisée en référence à l'Université de Toronto, anciennement King's College, qui donne sur la rue.